# Pogarda (powieść)
Pogarda (wł. Il disprezzo) – powieść psychologiczna napisana przez Alberta Moravii, wydana w 1954.
Powieść liczy 23 rozdziały. Tematem utworu jest zamieranie miłości w małżeństwie. Główny bohater, scenarzysta Riccardo Molteni (narrator pierwszoosobowy) otrzymuje propozycję pracy nad filmem opartym na Odysei. Jego producentem ma być Battista, flirtujący z Emilią, żoną Riccarda. Emilia namawia męża do podjęcia współpracy. Z czasem zaczyna czuć do niego coraz większą pogardę. Riccardo skłócony z reżyserem filmu Rheingoldem (postać wzorowana na Fritzu Langu) postanawia zerwać umowę. Nie udaje mu się odbudować miłości z Emilią, która ucieka z Battistą, ginąc w wypadku w drodze do Rzymu. Scenarzysta spisuje wspomnienia.
W 1963 ukazała się ekranizacja powieści w reżyserii Jeana-Luca Godarda. Powieść na język polski przełożyła Zofia Ernstowa.